# Marathon van Dubai 2000
De marathon van Dubai 2000 vond plaats op vrijdag 14 januari 2000. De eerste editie van dit jaarlijkse evenement werd gesponsord door Samsung.
De wedstrijd bij de mannen werd gewonnen door de Keniaan Wilson Kibet. Met een tijd van 2:12.21 finishte hij voor zijn landgenoot John Mutai en de Zuid-Afrikaan Joshua Peterson. Bij de vrouwen streek de Russin Ramilja Boerangoelova met de hoogste eer en finishte in 2:40.22.

## Uitslagen

### Mannen
| rang   | naam                 | land | tijd    |
| ------ | -------------------- | ---- | ------- |
| Goud   | Wilson Kibet         | KEN  | 2:12.21 |
| Zilver | John Mutai           | KEN  | 2:13.20 |
| Brons  | Joshua Peterson      | RSA  | 2:14.30 |
| 4      | Lezan Kimutai        | KEN  | 2:20.16 |
| 5      | Willy Cheruiyot      | KEN  | 2:20.23 |
| 6      | Julius Mtibani       | TAN  | 2:20.31 |
| 7      | Philbert Nada Saktay | TAN  | 2:20.37 |
| 8      | Aleksandr Gurin      | RUS  | 2:21.14 |
| 9      | Konstantin Permitin  | RUS  | 2:21.47 |
| 10     | Vladimir Kotov       | BLR  | 2:22.50 |

### Vrouwen
| rang   | naam                     | land | tijd    |
| ------ | ------------------------ | ---- | ------- |
| Goud   | Ramilja Boerangoelova    | RUS  | 2:40.22 |
| Zilver | Adriana Barbu            | ROU  | 2:40.58 |
| Brons  | Svetlana Tkach-Shepeleva | MDA  | 2:42.25 |
| 4      | Tatyana Maslova          | RUS  | 2:44.37 |
| 5      | Irina Permitina          | RUS  | 2:47.38 |
| 6      | Trudi Thomson            | SCO  | 2:50.37 |

2000 ·
2001 ·
2002 ·
2003 ·
2004 ·
2005 ·
2006 ·
2007 ·
2008 ·
2009 ·
2010 ·
2011 ·
2012 ·
2013 · 
2014 · 
2015 ·
2016 ·
2017